# حركات خطرة (فلم)
حركات خطرة  (بالإنجليزية: Dangerous Moves) هو فيلم تم إنتاجه في فرنسا وسويسرا وصدر في سنة 1984.

## ترشيحات وجوائز
| السنة | الحدث  | الفئة           | النتيجة  |
| ----- | ------ | --------------- | -------- |
|       | أوسكار | أفضل فيلم أجنبي | فـــــوز |

## وصلات خارجية
- مقالات تستعمل روابط فنية بلا صلة مع ويكي بيانات